# John Hilton (kompozytor)
John Hilton młodszy (ur. 1599 przypuszczalnie w Cambridge, pochowany 21 marca 1657 w Westminsterze) – angielski kompozytor.

## Życiorys
Był synem kompozytora Johna Hiltona (zm. 1608). W 1626 roku uzyskał stopień bakałarza w Trinity College na Cambridge University. Od 1628 roku pełnił funkcję organisty w kościele św. Małgorzaty w Westminsterze. Przyczynił się do rozwoju dialogu dramatycznego, wprowadzając recytatyw dostosowany do specyfiki języka angielskiego i charakterystykę postaci przy pomocy środków muzycznych.
Opublikował m.in. zbiory Ayres, or Fa La’s na 3 głosy (Londyn 1627) i Catch that Catch Can na 3–4 głosy (Londyn 1652) oraz 14 fantazji na trzy wiole. Zachowało się także przypisywanych mu 4 services, Te Deum i 17 anthemów, które mogą być jednak autorstwa jego ojca.